# إريكا باديلا
إريكا باديلا هي ممثلة فلبينية، ولدت في 10 يناير 1986 في ماريكينا في الفلبين.